# ФК Нагоја грампус
Нагоја грампус (јап. 名古屋グランパス) јапански је фудбалски клуб из Нагоје.

## Име
- ФК Тојота (јап. トヨタ自動車工業サッカー部, 1939—1982)
- ФК Тојота (јап. トヨタ自動車サッカー部, 1983—1992)
- ФК Нагоја грампус ејт (јап. 名古屋グランパスエイト, 1993—2007)
- ФК Нагоја грампус (јап. 名古屋グランパス, 2008—)

## Успеси
Првенство
- Фудбалска друга лига Јапана: 1972.
- Џеј 1 лига: 2010.

Куп
- Сениорско фудбалско првенство Јапана: 1968, 1970.
- Куп Џеј лиге: 2021, 2024.
- Царев куп: 1995, 1999.
- Суперкуп Јапана: 1996, 2011.